# ایکس‌کی‌اسکور
ایکس‌کی‌اسکور یک سامانه رایانه‌ای پنهانی است، که نخستین‌بار آژانس امنیت ملی ایالات متحده آمریکا از آن برای جستجو و تحلیل و فضولی داده اینترنت در جهان استفاده کرد که روزانه گردآوری می‌کند. این برنامه با دیگر سازمان‌های اطلاعاتی مانند اداره سیگنال‌های استرالیا، تشکیلات امنیت ارتباطات کانادا، دفتر امنیت ارتباطات دولت نیوزیلند، ستاد ارتباطات دولت بریتانیا، ستاد اطلاعات دفاعی ژاپن، و آژانس اطلاعات فدرال آلمان همرسانی می‌شود.
آرمان این برنامه در ژوئیه ۲۰۱۳ توسط ادوارد اسنودن در سیدنی مورنینگ هرالد و او گلوبو فاش شد. اسم رمز برنامه، پیش از آن برای مردم شناخته شده بود؛ زیرا در نوشتارها و مانند دیگر اسم رمزها در پست‌های شغلی و کارنامکهای الکترونیکی کارکنان آورده شده بود.
در ۳ ژوئیه ۲۰۱۴ (میلادی) گلچینی از کد منبع ایکس‌کی‌اسکور بدست اطلاع‌رسان عمومی آلمانی نورددویچر روندفونک منتشر شد. نورددویچر روندفونک عضو کنسرسیوم ادارات رادیویی دولتی جمهوری فدرال آلمان (آ.ار.د) است. گروهی از کارشناسان کد منبع را تحلیل کردند.

## آرمان و کارکرد
ایکس‌کی‌اسکور یک سامانه پیچیده است و کارشناسان گوناگون، برداشت‌های متفاوتی از توانایی‌های واقعی آن دارند. ادوارد اسنودن و گلن گرینوالد توضیح دادند که ایکس‌کی‌اسکور سامانه‌ای است که امکان نظارت گسترده تقریباً نامحدود بر هر کس در هر جای جهان را می‌دهد. درحالیکه آژانس امنیت ملی ایالات متحده آمریکا گفته که استفاده از این برنامه، محدود است.

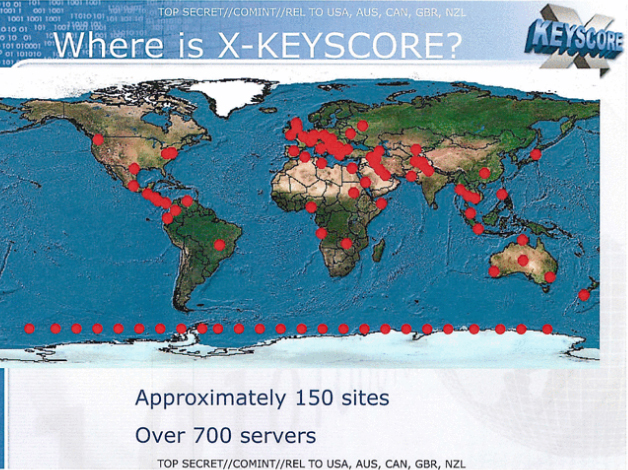
اسلاید پرونده معرفی ایکس‌کی‌اسکور که جای سرورهای وب ایکس‌کی‌اسکور را در سال ۲۰۰۸ (میلادی) نشان می‌دهد.

بر پایه واشینگتن پست و گزارشگر امنیت ملی مارک امبیندر ایکس‌کی‌اسکور یک سامانه بازیابی داده آژانس امنیت ملی است که از یک سری واسط کاربر، پایگاه داده، سرور وب، و نرم‌افزار استفاده می‌کند که گونه ویژه‌ای از داده و فراداده را انتخاب می‌کند که آژانس امنیت ملی از پیش با روش‌های دیگر، گردآوری کرده‌است.

### بر پایه اسنودن و گرینوالد
در ۲۶ ژانویه ۲۰۱۴ (میلادی) اطلاع‌رسان عمومی آلمانی نورددویچر روندفونک در گفتگوی تلویزیونی خود از ادوارد اسنودن پرسید: "با ایکس‌کی‌اسکور چه می‌توان کرد؟" او پاسخ داد:
شما می‌توانید ایمیل‌های هر کسی را که آدرس ایمیل دارد بخوانید. هر وبگاه، ترافیک ورودی به آن و خروجی از آن. هر رایانه‌ای که کسی از آن استفاده می‌کند. هر لپ‌تاپی که از هر جای جهان به جای دیگر می‌رود. مانند دسترسی آژانس امنیت ملی ایالات متحده آمریکا به یک فروشگاه یک مرحله‌ای (فروشگاهی که همه چیز در آن موجود است) است.
می‌توانید تک‌تک مردم را علامت‌گذاری کنید. برای نمونه شما در یک ابرشرکت آلمانی کار می‌کنید و من می‌خواهم به شبکه آن دسترسی داشته باشم. من می‌توانم نام کاربری شما در فُرمی در جایی از وبگاهی که به آن می‌روید، و نام واقعی شما را شناسایی کنم. من می‌توانم همراهی شما با دوستانتان را ردگیری کنم و ردپای دیجیتالی بسازم که رفتارهای ویژه شما را نشان می‌دهد؛ یعنی هرجایی در جهان که می‌روید حتی اگر هویت یا حضور برخط خود را پنهان کنید. ایکس‌کی‌اسکور مانند یک موتور جستجوی وب پیشرو است.
بر پایه گلن گرینوالد در گاردین، تحلیل‌گرانی سطح پایین آژانس امنیت ملی می‌تواند از طریق سامانه‌هایی چون ایکس‌کی‌اسکور «به هر ایمیل، تماس تلفنی، تاریخچه وب‌گردی، جستجوهای گوگل، پرونده‌های مایکروسافت ورد درسترسی پیدا کند و به ماموران برای کارهایی که ممکن است مردم در آینده با آن ایمیل یا نشانی آی‌پی انجام دهند هشدار دهد. برای هیچیک از این تحلیل‌ها نیازی به دریافت حکم دادگاه و برای بخشی از تحلیل، حتی نیاز به نظارت مقامات بالاتر نیست.»

### بر پایه آژانس امنیت ملی
در یک بیانیه رسمی در ۳۰ ژوئیه ۲۰۱۳ (میلادی) آژانس امنیت ملی گفت که «ایکس‌کی‌اسکور به عنوان بخشی از سامانه قانونی گردآوری شنود الکترونیک خارج از کشور استفاده شده‌است تا به شکل قانونی، اطلاعاتی را دربارهٔ هدف‌های اطلاعاتی خارجی قانونی برای رهبرانمان گردآوری کنیم که برای پشتیبانی از کشور و منافعمان نیاز دارند، اطلاعاتی را گردآوری کنیم که ماموریت‌هایمان را با موفقیت انجام دهیم، و از آمریکا و هم‌پیمانان خارجی آن دفاع کنیم». در مورد دسترسی، یک بیانیه رسانه‌ای آژانس امنیت ملی نوشت که «هیچ دسترسی تحلیل کنترل‌نشده به داده گردآوری‌شده آژانس امنیت ملی وجود ندارد. دسترسی به ایکس‌کی‌اسکور مانند همه ابزارهای تحلیل آژانس امنیت ملی، تنها محدود به کارمندانی است که برای انجام وظیفه خود به آن نیاز دارند. و نظارت سخت، و سازوکارهای پیچیده‌ای در چند سطح وجود دارند. یک مورد، توانایی سامانه برای محدودکردن کاری است که تحلیل‌گر می‌تواند با یک ابزار انجام دهد. این کار به منبع گرآوری و مسئولیت‌های تعریف‌شده برای هر تحلیل‌گر بستگی دارد.»

## کارها
بر پایه پرونده معرفی ایکس‌کی‌اسکور از سوی آژانس امنیت ملی در سال ۲۰۱۳ «یک بهره‌برداری نظام‌مند/قالبِ کاری تحلیل از اطلاعات دیجیتال اینترنت است که از ترافیک اینترنت بدست می‌آید».
ایکس‌کی‌اسکور یک برنامه «منفعل» است؛ یعنی شنود می‌کند اما هیچ چیزی در شبکه‌های هدفِ شنود جابجا نمی‌کند. اما می‌تواند دیگر سامانه‌ها که حملات «فعال» می‌کنند را با عملیات دسترسی درخور برانگیزد. نمونه آن‌ها گروه برنامه‌های QUANTUM است که QUANTUMINSERT, QUANTUMHAND, QUANTUMTHEORY, QUANTUMBOT, QUANTUMCOPPER، و Turbulence (آشفتگی) را در بر می‌گیرد. این برنامه‌ها در سایت‌های به اصطلاح «دفاعی» شامل پایگاه هوایی رامشتاین در آلمان، میدان هوایی یاکوتا در ژاپن، و بسیاری از جاهای نظامی و غیرنظامی در خاک آمریکا اجرا می‌شوند. Trafficthief برنامه هسته برنامه آشفتگی می‌تواند هنگامیکه هدف مورد نظر تماس تلفنی می‌گیرد به تحلیل‌گران هشدار دهد و دیگر نرم‌افزارها را برانگیزد؛ بنابراین داده انتخاب‌شده از انبارِ دادهِ محلی ایکس‌کی‌اسکور برای نگهداری طولانی مدت به «انبار شرکتی» آژانس امنیت ملی «ترفیع» می‌یابد.

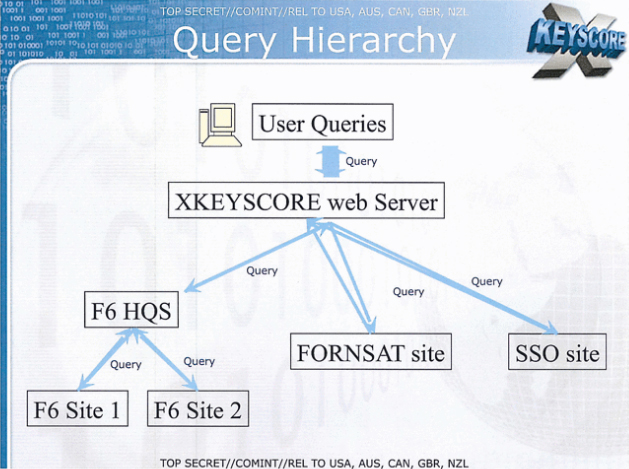
اسلاید پرونده معرفی ایکس‌کی‌اسکور که سلسله‌مراتب جستجو را در سال ۲۰۰۸ (میلادی) نشان می‌دهد.

### توانایی‌ها

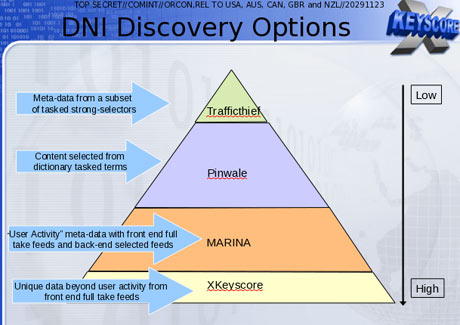
اسلاید پرونده معرفی ایکس‌کی‌اسکور که نایکسانی‌های بین سامانه‌های پایگاه داده‌ها را در سال ۲۰۰۸ (میلادی) نشان می‌دهد.

### آلمان

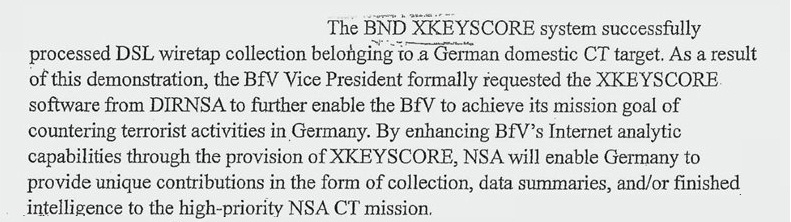
گزیده‌ای که نشان می‌دهد آژانس اطلاعات فدرال آلمان (اطلاعات داخلی) برای شنود الکترونیک از هدف‌های درون کشور از ایکس‌کی‌اسکور استفاده می‌کند.

## نگارخانه

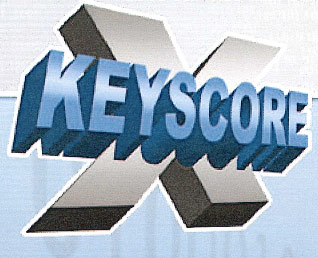
نشان‌واره ایکس‌کی‌اسکور.
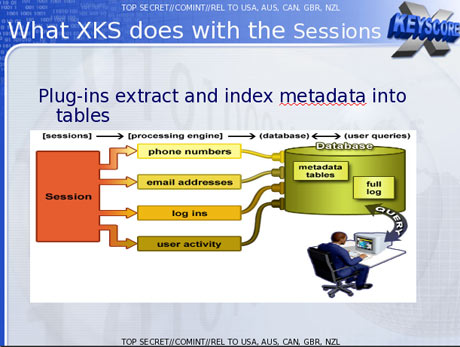
ایکس‌کی‌اسکور در نشست‌ها چه می‌کند؟
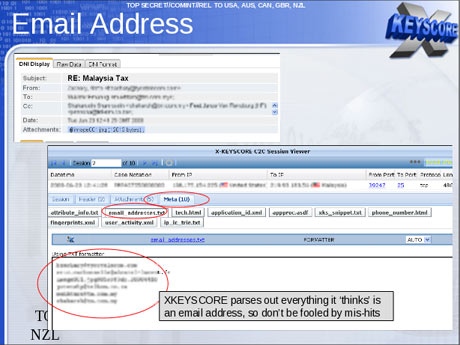
جستجوی با آدرس ایمیل در کابل ارتباطی زیردریایی EAC-C2C
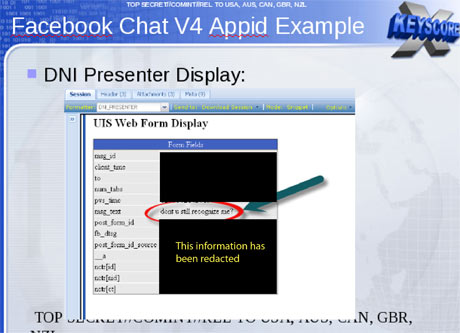
نمونه‌ای از بررسی گفتگو در فیسبوک
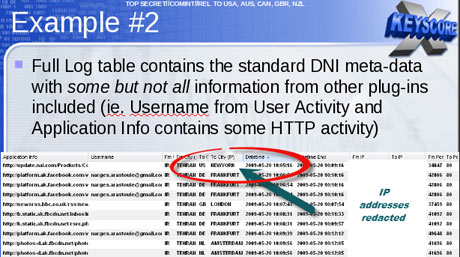
فهرست کامل کنش‌ها
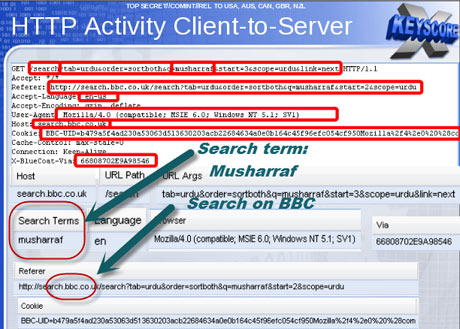
ارتباط کاربر با سرور با استفاده از پروتکل انتقال ابرمتن.
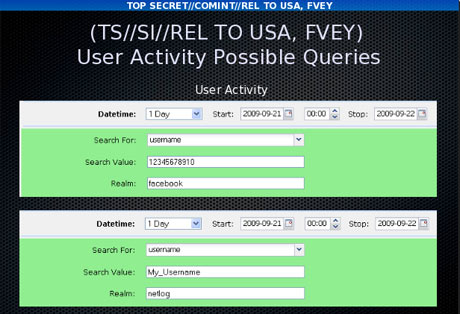
جستجوی احتمالی کنش‌های کاربر.
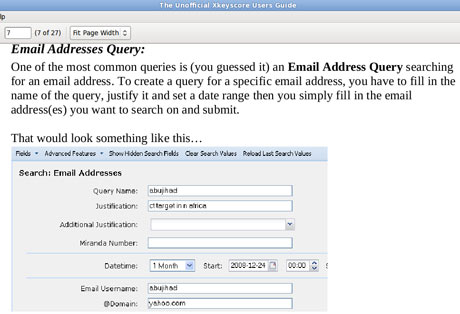
جستجوی با آدرس ایمیل
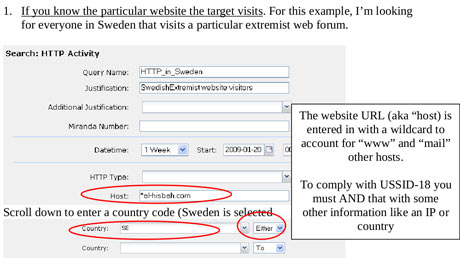
جستجوی با پروتکل انتقال ابرمتن
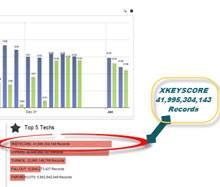
خبرچین بیکران، ایکس‌کی‌اسکور را یکی از ۵ روش برتر نشان می‌دهد.